# إريك إدمان
إريك إدمان (بالسويدية: Erik Edman) مواليد 11 نوفمبر 1978 في يونشوبينغ، هو لاعب كرة قدم سويدي سابق كان يلعب كمدافع. سبق له أن لعب في كأس العالم لكرة القدم مع منتخب بلاده. لعب خلال مسيرته 329 مباراة سجل خلالها 3 أهداف.

## مرحلة الشباب

### أندية لعب لها
- نادي هلسينغبورغ

## المسيرة الاحترافية

### أندية لعب لها
- نادي هلسينغبورغ
- نادي تورينو
- نادي كارلسروه
- أيك سولنا
- نادي هيرنفين الرياضي
- نادي توتنهام هوتسبير
- نادي رين
- ويغان أتلتيك

## روابط خارجية
- إريك إدمان على موقع الاتحاد الدولي (مؤرشف)  (الإنجليزية)
- إريك إدمان على موقع اتحاد السويد (السويدية)
- إريك إدمان على موقع قاعدة بيانات كرة القدم.إي يو (الإنجليزية)
- إريك إدمان على موقع ليكيب (الفرنسية)
- إريك إدمان على موقع ناشيونال فوتبول تيمز (الإنجليزية)
- إريك إدمان على موقع Soccerbase.com (لاعب) (الإنجليزية)
- إريك إدمان على موقع Soccerway.com (الإنجليزية)
- إريك إدمان على موقع عالم كرة القدم.نت (الإنجليزية)
- إريك إدمان على موقع AS.com (الإسبانية)